# 1937 في لبنان
فيما يلي قوائم الأحداث التي وقعت خلال عام 1937 في لبنان.

## سياسة

### انتهاء فترة المنصب
- 1 يناير – بشارة الخوري عضو مجلس النواب اللبناني ‏.
- 5 يناير – أيوب ثابت رئيس وزراء لبنان.

## مواليد

### يناير
- 1 يناير – أنسي الحاج شاعر لبناني.
- 1 يناير – إتيان صقر سياسي لبناني يميني متطرف.
- 1 يناير – عاصم قانصوه سياسي لبناني.
- 1 يناير – غسان الأشقر
- 27 يناير – إبراهيم مرعشلي ممثل لبناني.

### فبراير
- 6 فبراير – عصام أبو جمرا عسكري سابق وسياسي لبناني.
- 7 فبراير – جاك سعادة

### أبريل
- 2 أبريل – عصام نعمان صحفي لبناني.
- 7 أبريل – فاروجان خدشيان ممثل لبناني.
- 15 أبريل – حسين الحسيني سياسي لبناني.
- 28 أبريل – فؤاد مطر كاتب وصحفي لبناني.

### ديسمبر
- 20 ديسمبر – ميرنا إميل البستاني
- 23 ديسمبر – فينوس خوري غاتا روائية وشاعرة لبنانية.

## وفيات

### يناير
- 1 يناير – فريدريك جاي بليس (مواليد 1859)

### مايو
- 31 مايو – أمين تقي الدين (مواليد 1884) محام وصحفي وشاعر لبناني.